# Takanomyia antennalis
Takanomyia antennalis là một loài ruồi trong họ Tachinidae.